# Regina Belle
Pour les articles homonymes, voir Belle.
Regina Belle est une chanteuse américaine née le 17 juillet 1963 à Englewood, dans le New Jersey. Bien qu'elle soit avant tout reconnue comme une chanteuse de soul et de jazz, son plus gros succès à ce jour est à classer dans un registre de variétés. Il s'agit de son duo avec Peabo Bryson, A Whole New World, extrait de la BO du dessin animé des studios Disney, Aladdin, et récompensé aux Grammy Awards et aux Oscars.
Elle a également enregistré en 2008 un album gospel, Love Forever Shines. Le style musical de Regina Belle se veut dans la lignée des grandes chanteuses de quiet storm, dont Anita Baker, à qui elle est d'ailleurs souvent comparée pour son mélange de soul et de jazz.

## Biographie
C'est à l'église baptiste Mount Calvary d'Englewood, puis à l'église baptiste Friendship de Paterson (dirigée par son oncle), que Belle a commencé à attirer l'attention sur son talent . Elle a chanté son premier solo à l'église à l’âge de huit ans.

### Carrière
Elle a sorti son premier album "All by Myself" en 1987 .

## Vie personnelle
Belle s’est marié à John 25 juin 1991, pasteur de l’église New Shield of Faith à Atlanta, en Géorgie .
Belle a combattu avec succès une tumeur au cerveau en 2009. Toutefois, elle est devenue sourde de l'oreille gauche.

## Discographie

### Albums Studio
| Année | Album               | U.S. Pop | U.S. R&B | U.S. Jazz | U.S. Gospel |
| ----- | ------------------- | -------- | -------- | --------- | ----------- |
| 1987  | All by Myself       | 85       | 14       | -         | -           |
| 1989  | Stay with Me        | 63       | 1        | -         | -           |
| 1993  | Passion             | 63       | 13       | -         | -           |
| 1995  | Reachin' Back       | 115      | 18       | -         | -           |
| 1998  | Believe in Me       | -        | 42       | -         | -           |
| 2001  | This Is Regina!     | -        | 61       | -         | -           |
| 2004  | Lazy Afternoon      | -        | 58       | 9         | -           |
| 2008  | Love Forever Shines | -        | -        | -         | -           |

### Compilations
| Année | Album                                     | Billboard 200 | Top R&B/Hip-Hop Albums | Top Contemporary Jazz | Top Gospel Albums |
| ----- | ----------------------------------------- | ------------- | ---------------------- | --------------------- | ----------------- |
| 1997  | Baby Come To Me: The Best Of Regina Belle | -             | -                      | -                     | -                 |
| 2001  | Super Hits                                | -             | -                      | -                     | -                 |
| 2006  | Love Songs                                | -             | -                      | -                     | -                 |

### Singles
| Année | Titre                                                     | U.S. Pop | U.S.R&B | U.S. A/C | U.S. Club/Dance |
| ----- | --------------------------------------------------------- | -------- | ------- | -------- | --------------- |
| 1986  | "You Got the Love"                                        | -        | -       | -        | -               |
| 1987  | "Please Be Mine"                                          | -        | 2       | -        | -               |
| 1987  | "Show Me The Way"                                         | 68       | 2       | -        | -               |
| 1987  | "So Many Tears"                                           | -        | 11      | -        | -               |
| 1988  | "Without You" (avec Peabo Bryson) (Theme from Leonard VI) | -        | -       | -        | -               |
| 1988  | "How Could You Do It To Me"                               | -        | 21      | -        | -               |
| 1989  | "Baby Come To Me"                                         | 60       | 1       | -        | -               |
| 1989  | "All I Want Is Forever" (avec James "J.T." Taylor)        | -        | -       | -        | -               |
| 1990  | "Make It Like It Was"                                     | 43       | 1       | 5        | -               |
| 1990  | "This Is Love"                                            | -        | 7       | 29       | -               |
| 1990  | "What Goes Around"                                        | -        | 3       | -        | -               |
| 1993  | "A Whole New World" (Aladdin's Theme) (avec Peabo Bryson) | 1        | 21      | 10       | -               |
| 1993  | "If I Could"                                              | 52       | 9       | 12       | -               |
| 1993  | "Dream In Color"                                          | -        | 63      | -        | -               |
| 1994  | "The Deeper I Love"                                       | -        | -       | -        | -               |
| 1995  | "Love T.K.O."                                             | -        | 29      | -        | -               |
| 1998  | "I've Had Enough"                                         | -        | -       | -        | 25              |
| 2001  | "Oooh Boy"                                                | -        | 63      | -        | -               |
| 2004  | "For the Love of You"                                     | -        | 60      | -        | -               |
| 2008  | "God Is Good"                                             |          | -       | -        | -               |

## Récompenses & Nominations
- 1991 : Nommée dans la catégorie "Meilleure chanteuse de rhythm and blues" aux American Music Awards.
- 1994 : Récompensée dans la catégorie "Meilleure performance pop par un duo ou par un groupe vocal" aux Grammy Awards, avec Peabo Bryson, pour la chanson "A Whole New World (Aladdin's Theme)" (qui n'est autre que la version originale de "Ce rêve bleu")
- 1994 : Récompensée dans la catégorie "Meilleure chanson" aux Oscars, avec Peabo Bryson, pour la chanson "A Whole New World (Aladdin's Theme)"
- 1999 : Nommée dans la catégorie "Meilleure performance vocale de R&B traditionnel" aux Grammy Awards, pour l'album "Believe In Me"
- 2002 : Nommée dans la catégorie "Meilleure performance vocale de R&B traditionnel" aux Grammy Awards, pour l'album "This Is Regina!"